# Tripogon leptophyllus
Tripogon leptophyllus är en gräsart som först beskrevs av Achille Richard, och fick sitt nu gällande namn av Georg Cufodontis. Tripogon leptophyllus ingår i släktet Tripogon och familjen gräs. Inga underarter finns listade i Catalogue of Life.